# るろうに剣心 -明治剣客浪漫譚- 十勇士陰謀編
『るろうに剣心 -明治剣客浪漫譚- 十勇士陰謀編』（るろうにけんしん めいじけんかくろまんたん じゅうゆうしいんぼうへん）は、1997年12月18日にソニー・コンピュータエンタテインメント、およびパンドラボックス（現：シャノン）から発売されたPlayStation用のコンピュータRPG。

## 概要
和月伸宏の漫画『るろうに剣心 -明治剣客浪漫譚-』を原作としているが物語は完全なオリジナルストーリーで、プレイする際はゲームオリジナルキャラクターである主人公の男女どちらかを選ぶことになる。主人公としてオリジナルキャラクターを操作し、剣心ら神谷道場の面々（剣心組）と冒険する。舞台は神谷道場のある東京を中心に関東一円で、ダンジョンや町の名前には実在の地名が使われている（ただし、実際の位置関係が正確でない場所もある）。
なお、作中の時期は、蒼紫が修羅となっている状態（操が行方を捜している）である点や、十本刀である宗次郎や安慈が登場する点、真紅の海賊編のメンバーも登場する点などから、初期の東京編と京都編の間の時期と推定されるが、原作の作中では京都で会得する九頭竜閃・天翔龍閃（剣心）、二重の極み・三重の極み（左之助、右手は負傷していない）を作中では段位（レベル）の成長によって会得するなどの点もあり、特定はされていない。
豊富なミニゲーム、挿入歌七色の風を導入など凝った要素が多い。また、ストーリー面では一部に本作品の世界観からかけ離れたファンタジー色の強い描写がなされている。

### 戦闘システム
通常戦闘はエンカウント式。移動やイベントは集団であるが、戦闘は1対1で行う。変則的なターン制を採用しており、ターン前に6手の攻撃パターンを決めて攻撃をぶつけ合い、その技同士の強弱関係によりダメージが発生する（じゃんけんの要素）。また、気力を消費して必殺技を放つこともできる（必殺技でとどめをさすとムービーが流れる）。相手の具体的な攻撃を一部読むことができる（技の手数自体は表示されている）。ターン前にはアイテムの使用（1つのみ）、メンバー交代（並び順の次の者と交代。一部イベント戦闘を除く）、逃亡（一般的なRPGと違い、コマンドを選択すれば必ず逃げることができる。イベント戦闘では不可）を行うことができる。相手の体力（画面下方のゲージ）をゼロにすれば勝ちで、最終的にとどめをさした者だけが経験値を得る。全員の体力がゼロになるとゲームオーバーとなる。
また、イベントでの戦闘として総当たり戦（全員が参加し、1対1の戦闘を1回ずつこなす。勝者が多い方が勝ち）と勝ち抜き戦（負けた方が次の者を出し、全員が敗れた方が負け）がある。
剣心・左之助・斎藤・蒼紫は最初から究極必殺技以外の技を会得しているが、主人公・薫・弥彦はレベル（段）アップや道場での稽古によって会得していく方式となっており、ほぼ完成した強さを誇る前者と、成長段階にある後者との間で、成長の過程を差別化している。
戦闘での攻撃には以下の種類がある。同じ技同士がぶつかった場合は引き分け（両者ノーダメージ）である。必殺技は気力がある限り何発でも使えるが、選択の時点で気力が足りている必要がある（通常技での回復を見越して選択することはできない）。気力は選択の時点で減るが、発動の前に戦闘が終わればその分は消費しなかったことになり元に戻る。
通常技
いわゆる通常攻撃。上段・中段・下段の3手がある。気力は消費しない（逆に回復する）が1ターンごとに出せる手数は武器によって異なる。上段は中段に、中段は下段に、下段は上段に、それぞれ勝つ。
通常必殺技
通常攻撃と同じく、上段・中段・下段の3種類がある。通常必殺技同士の勝敗は通常攻撃と同じ。対通常攻撃は、通常攻撃同士で勝てる手であれば引き分けだがそれ以外は勝つ（上段必殺技は下段攻撃とは引き分け、上段・中段通常技には勝つ）。
飛び道具必殺技
離れた所からの投擲や物質を飛ばすことによる攻撃。通常技・下段必殺技・乱撃技には勝つが、上段必殺技・中段必殺技には負ける。
乱打技
いわゆる乱れ撃ち系の技。通常技と上段必殺技・中段必殺技に勝つが、下段必殺技と飛び道具に負ける。
返し技
必殺技に対する反撃技。究極必殺技以外の全ての必殺技攻撃に勝つが、通常技には負ける｡
究極必殺技
全気力を消費して究極の必殺技を放つ。他の全ての攻撃に対して勝つ。

## 登場人物

### 主人公
聖（ひじり）、輝（ひかる）
声 - 竹内順子（一人二役）
十勇士陰謀編の主人公。男女どちらかを選ぶことになる（デフォルトは前者が男性で後者が女性）。名前は変更可。
年齢は14-15歳ほど。背は聖のほうがやや高く155cmほどとのこと。
今十勇士によって滅ぼされた戦闘集団「神爪の里」の最後の生き残りで名前以外の記憶を全て失っている。
カラフルな服装と耳元だけ髪を伸ばすのは「神爪の里」的なファッションらしい。
体術を心得ていて防御にも適した小ぶりな小刀を使い戦う。忍者のような発破や変わり身などの技が多い。必殺技で使用する小道具は装束の内側に隠しているらしい。
プレイヤーの分身という位置付けであるため、ゲーム中は台詞などを発しない（戦闘では掛け声を上げる）が、開発者側は聖がちょっと抜けたお人好し、輝がしっかりものとしてイメージしたらしい。

### 原作から登場する仲間キャラクター
緋村剣心（ひむら けんしん）
声 - 涼風真世
漫画原作の主人公。本作品では仲間として行動する。
人斬り抜刀斎と呼ばれていた維新志士。
使える武器が極端に少ないキャラクター。加入時より究極必殺技以外の全ての必殺技を会得済み。全般に技の消費気力は大きい。
ゲーム起動時に始まるオープニングデモにて十勇士の暗躍を感じ取り、その調査のために神谷道場を出ていたため、（隠しイベントにおける斎藤と蒼紫を除いて）最も仲間になるのが遅い。
デート条件は料理イベント（総数5）をこなし成功させること、皇海山のイベントで剣心の言葉に同意すること、筧を倒したあとで剣心に真っ先に話しかけること。
神谷薫（かみや かおる）
声 - 藤谷美紀
漫画原作のヒロイン。神谷活心流剣術師範代で街で評判の剣術小町。本作品では記憶を失った主人公を道場に住まわせた。移動中は着物姿だが、戦闘時は道着姿になっている。
武器は竹刀・木刀（弥彦と共通）。全体的にバランスよく、必殺技もまんべんなく習得するが、飛び道具技のみ習得しない。
デート条件は赤べこでの誘いを素直に受けること、料理イベント（総数5）をこなし成功させること、筧を倒したあとで薫に真っ先に話しかけること、下妻町のイベントで年念の話を聞いた後に薫のわがままをきくこと。このわがままを聞いてしまうと隠しイベントが発生しない。
明神弥彦（みょうじん やひこ）
声 - 冨永みーな
父を戊辰戦争で、母を病で失い孤児になったところをヤクザに引き取られスリをしていたが、現在は神谷道場に居候し神谷活心流門下生として日々修行をしている。
武器は竹刀・木刀で、薫と共通。敏捷性が高いほか、敵の技や剣心の技の模倣技なども会得できるため、技の種類は豊富。ただ、薫と同じく飛び道具技は会得しない。
デート条件は紙相撲に連続で全勝すること、皇海山のイベントで弥彦と一緒に薫を心配すること、横浜の教会のイベントをこなすこと。
相楽左之助（さがら さのすけ）
声 - 上田祐司
元赤報隊隊士。
破落戸長屋在住の喧嘩屋だが剣心たちと出会って改心。
唯一武器が存在しないキャラクターである。必殺技では、上段必殺技と飛び道具技がない。守備が弱めな反面、体力が高い。
デート条件は賭博に勝ち続けること、賭博で千銭以上勝ったら日光の宿屋に泊まること、赤べこでの相談に必ず最初に話しかけること。
四乃森蒼紫（しのもり あおし）
声 - 安原義人
江戸城御庭番衆御頭。
主人公が輝の場合だけ仲間になる。本作品の蒼紫は原作における修羅と化していたころとしてキャラクター付けがされている。当初は十勇士に関わる気は無かったが、十勇士の「最強の軍団を作る」という言葉に反感を抱いて仲間になった。結城の炸裂弾を喰らって重傷を負い、小国診療所に入院して戦線離脱するが、その後姿を消す。
武器の変更はできない。上段必殺技と飛び道具技を会得していない。
斎藤一（さいとう はじめ）
声 - 鈴置洋孝
元新選組三番隊組長。現在は、警視庁の警部補・藤田五郎として、明治の世を生きる。
主人公が聖の場合だけ仲間になる。蒼紫と同様の経緯で仲間になり、その後戦線離脱するが、彼の場合は目的は「政府の密偵として十勇士を調査するため」である。蒼紫とは違い、最後まで小国診療所に入院している。なお、聖が主人公の場合、弥彦の解毒剤は彼が作ってくれる（輝が主人公の時は蒼紫が材料と精製方法を教えてくれるだけ）。
蒼紫と同じく、武器の変更はできない。必殺技は、牙突系統の技のみで少ない。飛び道具技は会得しない。
本作品ではデートイベント対象キャラクターではない。

### 今十勇士
真田幸村（さなだ ゆきむら）
声 - 郷田ほづみ
明治政府転覆を狙う今十勇士の首領。圧倒的な戦闘力とカリスマ性を持っているが、自身は特にこれといって行動を起こすことはなかった。これは真田が明治という時代を生きられなかった今十勇士を哀れに思ったからで、あくまで象徴的な存在でしかなかったからである。しかし自分を頼ってくれた今十勇士のために、計画の阻害となる聖（輝）や剣心組と刃を交えた。大小2本の刀による二刀流で戦う他、記憶封じの術や幻術、瞬間移動のような術を使える。下仁田での一戦目と石岡の洞窟内での二戦目では、望月との同時攻撃をあたかも自分1人が攻撃しているように見せかける戦法で主人公たちを破るが、剣心に見破られる。石岡の洞窟での最終決戦の後、瓦礫に埋もれる。エンディングでは今十勇士の遺体が見つかったにもかかわらず、彼の姿だけは発見されなかった。今十勇士たちからは実力を頼られているだけでなく本当に慕われており、最期は彼らの遺体を並べて看取るなど、決して悪人ではなかった。
今十勇士（いまじゅうゆうし）
真田十勇士を名乗ってはいるが、実際は明治の世に適応できなかった者たちの集まり。元武士、忍者、幻術使いなど様々な分野の達人がいる。真田幸村を君主として奉ることで結束力を得、活動を開始する。明治政府を恨んでおり、東京を混乱に陥れようと画策する。その際に邪魔になるであろう「神爪の里」を最初に滅ぼした。なお、以下に記す名前は全て自称（本名は不詳）。
根津（ねづ）
聖（輝）たちが最初に戦う十勇士。体中に刺青を入れた青年。武器は刀。催眠術で人々を十勇士の配下としていた。幕末の動乱で両親を失っている。
穴山（あなやま）
背の高い槍を使う十勇士。鬼婆騒ぎを起こした。幕末期は、ある討幕派の藩主の護衛をしていた。
清海（せいかい）
最も背の低い十勇士。誠真という部下に命じて霊山で幻覚作用をもたらす花を栽培していた。自分の背丈ほどの数珠を武器とする。伊三を失った後、撤退するも直前に姿を隠していた筧が放った一撃で、伊三の後を追うことになる。
伊三（いさ）
清海の弟で最も背の高い十勇士。金剛棒を使う。霊山内の洞穴において、聖（輝）たちとの戦闘時に勢い余って転落、奈落の底へと消えた。兄共々、廃仏毀釈の煽りで勤めていた寺を失った本物の僧侶である。
海野（うんの）
老人の十勇士。様々な計略を張り巡らせる今十勇士の参謀的存在。筧と同様、幕末期は草という忍びであったが、多くのことを知りすぎたため命を狙われるようになった。戦闘では短刀を用いる他、拳銃や爆弾といった「秘密兵器」も使う。
筧（かけい）
曲芸師のような十勇士。子供を操り、さらには薫も人質とするが剣心の逆鱗に触れ、抜刀斎の片鱗を呼び起こしてしまい敗北。直後に望月に処刑された。海野と同様、幕末期は草でありそのため命を狙われるようになる。追っ手から逃れる時に右目を失い、強力な爆薬を仕込んだ義眼を入れている。扇子や小柄を武器とし、戦闘では多彩な必殺技を使ってくる。また、究極必殺技も使ってくるが、威力は低い。
由利（ゆり）
十勇士の紅一点。鞭を使い、自らを五人に増やす分身の術も駆使する。かつて龍也を殺した。聖（輝）にとっては兄の仇に当たる人物。南里家の当主の悪行により、家族と財産を失っており、作中では復讐の意味合いも込めて彼の一人娘である沙織を誘拐した。敗北後、聖（輝）に説得され、十勇士を抜けようとするが、才蔵に殺害される。
幸吉（青年忍者）（こうきち）
巨大な剣を使う十勇士で、猿飛佐助にあたる。本来の姿は老人だが、忍術によって青年の姿に化けることも可能。この他にも水を操る水遁の術を使える。忍者屋敷で剣心たちと戦う。政府転覆を狙っているわけではなく、同じように「滅ぼされた者」である主人公とは全く同じ境遇。自分と同じく復讐に走るべき主人公が新しい時代で生きようとしていることを知り、仲間とともに姿を消す。剣心たちに理解を示して戦いから手を引いた。
才蔵（さいぞう）
一見優男だが、凄まじい幻術を使う十勇士。幼少のころより高度な幻術を操るが世間から評価されなかったため、自分の実力を発揮する場所を求めて伯父である政吉の元から失踪する。龍神や天女など様々な幻獣を召喚する他、戦闘では幻術を駆使した多彩な必殺技を使ってくる。横浜近辺の峠での戦闘の際、敗北と同時に幻術の使用で精神を激しくすり減らした反動により死亡する。
望月（もちづき）
真田の影である十勇士。緑の忍装束を着た忍者。十勇士の掟を破る者はたとえ仲間であろうとも許さず、容赦ない制裁を加える。真田同様瞬間移動を用いる他、二人に分身したりカラスを自在に操る能力を持っている。最後に一度だけ剣心と戦闘する。
今十勇士の中では唯一詳しい正体や経歴が一切不明で、上記のような超常的な力を持っていたりと、謎の多い人物である。

### その他
今十勇士配下および戦闘する者たち。
茜（あかね）
根津配下の少女三人組の一人。赤い服を着ている。フラフープのような武器を使って戦う。竹林で根津を倒すと、他の二人と共に根津を裏切り逃亡。その後、塩原村に現れる。その際、村人たちにかかった者がクイズを出題し、五問正解すると解けるよう催眠をかけていた。
藍（あい）
根津配下の少女三人組の一人。青い服を着ているわがままな印象の少女。武器は鉄球で、変装も得意。竹林にて根津を倒すと逃亡し、その後は塩原村に現れる。
碧（みどり）
根津配下の少女三人組の一人。緑の服を着ている。武器は剣。竹林で根津が敗れると逃亡し、後に塩原村に現れる。
百鬼（ひゃっき）
穴山配下。武器は刀。南の沼で斎藤もしくは蒼紫と遭遇。斎藤（蒼紫）を味方に勧誘しようとするが断られてしまい、さらに倒そうと襲撃するが逆に敗れる。
小糸（こいと）
穴山配下。鬼婆の谷で鬼婆に扮しており、新座村の住民を恐がらせていた。ラストの石山の洞窟でも穴山の配下として登場する。
誠真（せいしん）
清海、伊三の配下。僧侶のような外見をしている。武器は薙刀。霊山で幻覚を引き起こす花を栽培していた。
左近児（さこんじ）
海野の部下である少年。かつて海野に拾われた身であり、野生児のような風貌をしている。結城に斎藤もしくは蒼紫もろとも爆弾を喰らい、以後小国診療所に入院するが最後まで寝込んだままであった。
結城（ゆうき）
海野配下。眼鏡をかけているインテリ風な男。特技は命乞いらしい。神谷道場襲撃後の消息は不明。
若彦（わかひこ）
筧配下の曲芸師。渋川村で筧の子供誘拐に加担。皇海山で剣心と戦い敗れる。その後筧が義眼に仕込んであった爆弾を投げたため死亡。独楽を使った曲芸を得意とし、戦闘でもそれを駆使して戦う。
フーディニ
筧の配下である謎の英国人。ボクシング戦法を使う他、煙幕を使って瞬時に姿をくらますことも可能。主人公たちとの再戦で敗れると自爆して果てる。その目的は最後まで謎のまま終わった。彼に関するクイズで目的について問われるがその答えも「未だに謎」である。
松風（まつかぜ）
由利の部下の一人。中性的な外見をした男性。2本の剣を使って戦う。回想場面では龍也と戦闘した。剣心たちとの戦闘後、自害した。
千鳥（ちどり）
由利の部下の一人。ポニーテールの髪型をした女性的な外見の男性。特殊な形状の剣を使って戦う。松風と常に行動を共にしている。回想にて龍也と戦闘していた。剣心たちとの戦闘後は自害し、松風の後を追う。
雷太（らいた）
忍者屋敷に登場した少年忍者。幸吉の配下。
紫乃（しの）
雷太と共に忍者屋敷に登場したくのいち。
大猿（おおざる）
松風・千鳥や紫乃・雷太と共に登場した猿。
獅子（しし）
筧が渋川村各地に仕掛けた強力な幻覚剤の入った容器の幻覚や、真田の幻術によって現れる幻獣。ゲームでのビジュアル上は獅子のそれだが、幻覚を見ている人物の恐怖の対象の形を取って見える。実は本物の幻獣として実在しており、子供誘拐騒動が収まった後も下妻町のある看板の前に立ったり、ある渋川村民と会話するとそれぞれ街道と河原で対戦することが可能。
龍神（りゅうじん）
才蔵の幻術によって出現する幻獣の一つ。口から吐く幻覚の火炎は才蔵の幻術の腕前と相まって、喰らった敵の肉体にさえダメージを負わせる。
天女（てんにょ）
才蔵の幻術によって出現する幻獣の一つ。
麒麟（きりん）
元々は才蔵の使う幻術で出現する幻獣だったが、真田が主人公たちへの刺客として幻術で作り出してけしかける。
片桐達二（かたぎり たつじ）
女主人公の場合だけ登場。楓の恋人で、彼女が探している人物。平等な国家を作るための政治活動資金を集める名目で楓の両親に近づくも、実は金を無心するのが目的だった。それに気付いた二人を殺害したが、ルート次第では楓からそれを知った主人公たちに成敗されて警察に連行される。
夜叉（やしゃ）
物語の進め方によっては出会うことができない。
弱者のみを狙う海賊・一角鮫（いっかくざめ）の首領。海龍が解散した隙に乗じて勢力を伸ばそうと画策し、連絡船を襲撃したり朱羅たちの村を襲撃して村人たちを捕らえるといった悪行を行うも、主人公たちに成敗される。容姿と使用技は百鬼のコンパチである。
鬼火の兆治（おにびのちょうじ）
物語の進め方によっては会うことができない。
数年前に世間を騒がせるも、逮捕された凶悪な強盗犯。厳つい顔をした大男。脱獄して部下と共に新座村付近の森にある廃墟で幽霊騒動を起こしていた。それを主人公たちに感付かれ、倒された上で警察に引き渡される。武器は刀。
偽シスター1
女主人公限定の修道院でのイベントに登場する。赤いマントを着た剣士。梢の姉・静（しずか）のいる横浜の修道院にてシスターに扮しており、魔物を装って悩みから修道院のシスターになった人々を海外の人買いに売りさばいていた。主人公たちに目論見を暴かれた上で敗れ、部下たち共々警察に引き渡された。
偽シスター2
女主人公限定の修道院でのイベントに登場する。外見や性能はフーディニのコンパチである。
鬼（おに）
2周目でのプレイ時の隠しイベントにて登場。突如出現した謎の山にて最後に立ち塞がる鬼族（おにぞく）という存在で、両肩と尻に突起と尾を持った二本角の鬼を思わせる風貌をしている。恐怖や怒り、憎悪といった負の思念を己の糧としており、山近辺を己のものとしようとする。戦闘時は色違いの7対に増殖する。実は主人公の夢の中の登場人物だった。倒すと神代より伝わる最強の武器・「直刀・鬼首（ちょくとう・おにくび）」を手に入れられる。

### ゲームオリジナルサブキャラクター
龍也（りゅうや）
聖（輝）の兄。神爪の里襲撃の際、主人公たちを逃がすために追っ手と戦うが最終的に由利に殺される。
彼が巻いていた鉢巻は後に聖（輝）の手に渡る。
忍（しのぶ）
聖（輝）の幼馴染の少女。聖（輝）と共に神爪の里を脱出したが、途中で聖（輝）を庇って死亡する。
主人公の性別によっては、好意を抱いている対象が異なる。
長老
神爪の里の長老。つまらぬ過去や土地にしがみつきムダな死を遂げるよりも、未来のために若者を生かすことこそなすべきこととして、己の身を犠牲にし主人公たちを庇い逃がす。
桧ノ山隼人（ひのやま はやと）
根津の持つ水晶により操られ凶行を働いた愚連隊の青年。正気を取り戻してからは主人公一向に協力する。
本編にはその描写こそないが攻略本の記載によると、突っ張っているけれど本当は寂しがり屋で現在珈琲屋に一緒に入ってくれる彼女募集中（最初は文通からでOK）だそうである。
輝が主人公の場合はデート対象キャラの1人デート条件は破落戸長屋にいる彼に50回以上話しかけること。
南里沙織（みなみざと さおり）
南里家の一人娘。
高瀬や爺が父親の所業を沙織の耳に届かないようにしているため、父親の実状を知らない。
高瀬（たかせ）
南里家に仕える沙織の護衛。
沙織の父の所業を知っているが、沙織の耳に届かないようにしている。
政吉（まさよし）
港に停泊している黒い船の所有者。
才蔵の伯父でイベントの進め方によっては才蔵の攻撃から主人公たちを庇い、命を落としてしまう。
晋太郎（しんたろう）
本編には直接関係のないサブイベント上のキャラクター。
仲間と遊びでスリをしている少年。盗賊の持ち物をスってしまい捕まるが、主人公たちに助けられる。
奥山楓（おくやま かえで）
本編には直接関係のないサブイベント上のキャラクター。
とある人探しの目的で東京の酒場で歌を歌う歌姫。彼女と話すと挿入歌七色の風を聞くことができる。
選択肢（主人公の性別含む）によって結末が大幅に変化する。
関守（せきもり）
巨体と坊主頭が特徴。動乱で散り散りになった里の人間が帰ってくることを信じてハスミの里を守り続けている。
高島孝幸（たかしま たかゆき）
本編には直接関係のないサブイベント上のキャラクター。
旅の刀鍛冶。
火炎の書を読める最後の刀鍛冶。病のため、余命が短い。
イベントの進め方で貰える刀が変化する。
梢（こずえ）
本編には直接関係のないサブイベント上のキャラクター。
横浜で出会う少女。何も言わずに教会に行ってしまった姉を心配している。
主人公が輝の場合だけイベントが発生する。
年念（ねんねん）
本編には直接関係のないサブイベント上のキャラクター。
下妻町の西にある寺の修行僧。大事な香呂を落としてしまい困っている。
主人公が聖の場合だけイベントが発生する。

### 原作・アニメからの登場キャラクター
高荷恵（たかに めぐみ）
小国診療所で働く女医。
デート条件は町で発見した病人（総数7人）のための薬の材料を持っていって治すこと。あやめやすずめにお菓子をやりすぎると好感度が下がる。
三条燕（さんじょう つばめ）
牛肉鍋の店「赤べこ」の店員で弥彦の良き理解者的存在。おどおどとした少し気弱な性格。
デート条件はダンジョンで手に入れた花（総数12本）を彼女にあげること。蒼紫の条件同様、花は1本しか持てないことと、一度しか行けない場所でも手に入るのが特徴。
関原妙（せきはら たえ）
牛肉鍋の店「赤べこ」の店員で、店主の娘。絵草子を集めるのが趣味。
デート条件は手に入れた絵草子を彼女にあげること。適当に集めていても彼女がデートに登場しやすい。
相楽総三（さがら そうぞう）
実在の人物。左之助や津南が師と仰ぐ赤報隊の隊長。偽官軍として維新志士側に処刑され、左之助が「悪一文字」を背負うきっかけを作った。
主人公が見る夢の中に登場する。
物語の進め方によっては会うことができない。サブイベントにて出現する。
鵜堂刃衛（うどう じんえ）
主人公が見る夢の中に登場する。
物語の進め方によっては会うことができない。サブイベントにて出現する。
巻町操（まきまち みさお）
四乃森蒼紫に想いを寄せる少女。蒼紫を探しに横浜に来ていた。しかし、今回は蒼紫と出会うことはない。
物語の進め方によっては会うことができない。サブイベントにて出現する。
比古清十郎（ひこ せいじゅうろう）
飛天御剣流の現継承者で剣心の師匠。京都にいるはずだが、横浜の茶屋に足を運んでいる。
物語の進め方によっては会うことができない。サブイベントにて出現する。
瀬田宗次郎（せた そうじろう）
十本刀の1人「“天剣”の宗次郎」。理由は不明だが横浜に来ている。
物語の進め方によっては会うことができない。サブイベントにて出現する。
悠久山安慈（ゆうきゅうざん あんじ）
十本刀の1人「“明王”の安慈」。現在霊山で修行をしている模様。
物語の進め方によっては会うことができない。サブイベントにて出現する。
月岡津南（つきおか つなん）
人気絵師で、左之助の友人。本名は克浩（かつひろ）。
ドブ板長屋に住んでいるはずだが、本作品では破落戸長屋に住んでいる。さらに、おつかいイベント中は彼の部屋に別人が住んでいる。また、本作品では左之助からも「津南」と呼ばれている。
話しかけると時折絵草子を貰える。
前川宮内（まえかわ みやうち）
中越流前川道場の道場主。
アニメ版には登場しない。
小国玄斎（おぐに げんさい）
神谷道場専属の老医者で小国診療所を開いている。
孫のあやめ、すずめはアニメオリジナルキャラクター。
浦村署長（うらむら）
剣心たちが住む町を管轄している警察署長。佐々木平八郎イベントで活躍する。
「浦村」という名前は登場しない。
比留間伍兵衛（ひるま ごへえ）
物語の進め方によっては会うことができない。サブイベントにて出現する。
金で雇った愚連隊のメンバーと共に平八郎を捕らえ、彼が間借りしている寺を潰そうとするも、主人公たちに阻止された挙句逃亡する。
佐々木平八郎（ささき へいはちろう）
アニメオリジナルキャラクター。
本作品では比留間伍兵衛によって子供たちに読み書きを教えるのに間借りしている寺を潰されそうになるが、薫たちや浦村署長・斎藤（もしくは蒼紫）の活躍で阻止された。
このサブイベントを実行した場合のみ、その後主人公に必殺技「那托の型」を伝授する。
朱羅（しゅら）
物語の進め方によっては会うことができない。サブイベントにて出現する。
アニメオリジナルキャラクター。
元海賊・海龍（かいりゅう）の若き女頭。海路を向かう道中にて一角鮫に襲われる剣心たちを間一髪で救う。その後は住んでいる孤島の村にて一角鮫に囚われた村人たちを救出するために敵前に出向くも、力及ばず敗れる。しかし、主人公たちの協力もあって無事に村人たちの救出を果たす。
岩蔵（いわぞう）
物語の進め方によっては会うことができない。サブイベントにて出現する。
朱羅に仕える老人。
猿次郎（さるじろう）
物語の進め方によっては会うことができない。サブイベントにて出現する。
朱羅に仕える無口な青年。

## 主人公の性別による物語の差異
以下のようなものがある。
デートイベント対象キャラクターの違い
聖の場合対象が 神谷薫、高荷恵、三条燕、関原妙
輝の場合対象が 緋村剣心、相楽左之助、明神弥彦、四乃森蒼紫、桧ノ山隼人（ゲームオリジナルキャラクター）
仲間になるキャラクターの違い
聖だと斎藤一、輝だと四乃森蒼紫が仲間になる。
限定のイベントが起こる
聖の場合 - お寺で香炉探し
輝の場合 - 教会で人探し
このイベントでは、それぞれに限定のアイテムが手に入る。ゲームクリア時にセーブしたデータをロードすると、このアイテムを引き継ぐことができ、双方の分を入手すると隠しダンジョンへ行ける特殊イベントが発生する。
入手アイテムの違い
男女の違いでしか入手できない限定アイテムがある（例：絵草子、パズル、紙相撲の力士）。
エンディングで記憶を取り戻す描写の違い
聖か輝でまったく異なった描写となる。
- 聖：終盤で記憶を取り戻すが、真田によって再び記憶を封印される。
- 輝：終盤で記憶を取り戻し、真田によって封印を施されるが術は失敗。

## 関連商品
- Vジャンプブックス ゲームシリーズ「るろうに剣心 -明治剣客浪漫譚- 十勇士陰謀編」（集英社）
- 「るろうに剣心 -明治剣客浪漫譚- 十勇士陰謀編 オリジナル・ゲームサウンドトラック」（Sony Records）
1998年4月22日発売。音楽はテレビシリーズと同じ朝倉紀行が担当。ゲーム音源とは異なる実演奏による。オープニング主題歌「1/2」、挿入歌「七色の風」（テレビシリーズのサウンドトラック第1作のメインテーマ「君は誰を守っている」をベースに歌詞をつけたもの）収録。「七色の風」は後に新京都編前編のエンディングテーマに採用された。